# Bihari
Els idiomes bihari són un grup de llengües indoàries parlades al nord-est de l'Índia, no reconegudes oficialment si bé compten amb un 20% dels parlants nadius de la zona (uns 40 milions de persones) i amb una tradició literària que es remunta al segle xv. L'hindi ocupa el seu lloc en les relacions amb l'administració i l'ensenyament. Les llengües amb més pes dins del grup són el maithili, el bhojpuri, el magahi, el sadri i l'angika.